# دهستان ماربین وسطی
دهستان ماربین وسطی نام دهستانی در بخش مرکزی شهرستان خمینی شهر، استان اصفهان در ایران است. براساس سرشماری مرکز آمار ایران در سال ۱۳۸۵، جمعیت آن ۱۲۷۲ نفر (۳۵۰ خانوار) بوده‌است.